# Hugh Jackman
Hugh Michael Jackman (Sídney, 12 de octubre de 1968) es un actor, cantante y productor de cine australobritánico.
Su papel más reconocido es Wolverine en la serie de películas de X-Men y en Deadpool & Wolverine del Universo cinematográfico de Marvel en 2024. Entre otras obras notables, ha protagonizado las películas: Kate & Leopold (2001), Van Helsing (2004), The Prestige (2006), Australia (2008), Real Steel (2011), Los Miserables (2012), Prisoners (2013) y El gran showman (2017).
Su trabajo en Los miserables le valió su primera nominación al premio de la Academia en la calidad de Mejor Actor y su primer Globo de Oro al Mejor actor de Comedia o Musical, en 2013. En teatro, ganó un premio Tony por su papel en The Boy From Oz.
Ha sido el presentador de los Premios Tony en cuatro ocasiones, obteniendo un premio Emmy por dicha función, así como dirigió la gala de los Premios Óscar en 2009, mismo año desde que goza de una estrella en el Paseo de la Fama de Hollywood. En 2013 recibió el Premio Donostia por su trayectoria cinematográfica en la 61 edición del Festival de San Sebastián.

## Biografía

### Primeros años
Jackman nació en Sídney, Nueva Gales del Sur, hijo de Christopher John Jackman, contable licenciado en Cambridge, y Grace McNeil (de soltera Greenwood).
Sus padres Christopher y Grace eran de origen inglés, que llegaron a Australia en 1967 por medio de un proyecto de inmigración.
El bisabuelo paterno de Jackman era griego.
Sus padres eran cristianos devotos. Hugh es el menor de cuatro hermanos; Sonya Jackman, Ian Jackman y Ralph Jackman, pero cuando él tenía ocho años sus padres se divorciaron, su madre volvió a Inglaterra, tiene una medio hermana más joven, del nuevo matrimonio de su madre. Sus dos hermanos y él, vivieron con su padre en Australia y su hermana vivió con su madre en Inglaterra.
Cuando era niño, a Jackman le gustaba el aire libre, pasaba mucho tiempo en la playa, en el camping, de viajes y de vacaciones escolares por toda Australia.
Jackman fue a la escuela de primaria Pymble Public School y más tarde asistió al colegio de chicos Knox Grammar School, en Sídney, donde actuó en la obra de My Fair Lady en 1985, y se convirtió en el capitán de la escuela en 1986.
Después de graduarse, pasó un año sabático trabajando en la Uppingham School de Inglaterra.
A su regreso a Sídney, estudió en la University of Technology Sydney, graduándose en 1991 en la licenciatura de periodismo.
En su último año de universidad, tomó un curso de teatro para compensar créditos adicionales.
Después de su graduación estudió teatro en la Academia de Australia Occidental de Artes Escénicas en Perth. Jackman afirmó que hasta los 22 años de edad, nunca pensó en dedicarse a su hobby de la infancia, el teatro.

### Vida privada
Actuando en la serie australiana Corelli en 1995, conoció a la actriz Deborra-Lee Furness, su compañera de reparto, con quién se casó el 11 de abril de 1996 en St. John's en el barrio de Toorak, perteneciente a la ciudad de Melbourne, Victoria, Australia. Jackman diseñó personalmente el anillo de compromiso de Furness, y sus anillos de boda llevaban la inscripción "Om paramar mainamar". Furness tuvo dos abortos involuntarios, después de lo cual ella y Jackman decidieron adoptar un hijo, Oscar Maximillian, y posteriormente una hija, Ava Eliot. En septiembre de 2023 se anunció que se iban a divorciar. En junio de 2025 finalizó oficialmente su proceso de divorcio de Deborra-Lee Furness. 

Jackman se ha descrito a sí mismo como un cristiano y una "persona religiosa". También medita diariamente y sigue espiritualmente a la ecléctica School of Economic Science.
En noviembre de 2013, Jackman comunicó que padece basalioma o carcinoma de células basales en la nariz, una forma de cáncer de piel leve. Fue su mujer Deborra quien le animó a hacerse una revisión de la marca que tenía en la nariz. Aunque este tipo de cáncer no supone un riesgo mortal, Jackman decidió recibir el tratamiento adecuado para deshacerse de él. Se ha operado en seis ocasiones de dicho basalioma. En 2023, aún lucha contra la enfermedad, ya que nuevamente se sometió a pruebas para determinar si el cáncer volvió.
El 18 de marzo de 2015, Jackman reveló que tuvo que cancelar representaciones teatrales en Turquía porque tenía una hemorragia de las cuerdas vocales de la zona izquierda.
En noviembre de 2008, la revista People lo eligió como el hombre más atractivo del mundo.
La revista Vanity Fair publicó la lista de las Top 40 celebridades de Hollywood con más ingresos a lo largo de 2010. Jackman fue clasificado n.º 37 en la lista, ganando un estimado de $14 millones por sus películas.
Es amigo de las actrices Nicole Kidman y Halle Berry, del actor Daniel Craig, del director Baz Luhrmann y del cantautor y músico Sufjan Stevens. Jackman abandera campañas en defensa de la lactancia materna, junto con su compañera de la infancia Lorraine.

## Trayectoria profesional

### Actor

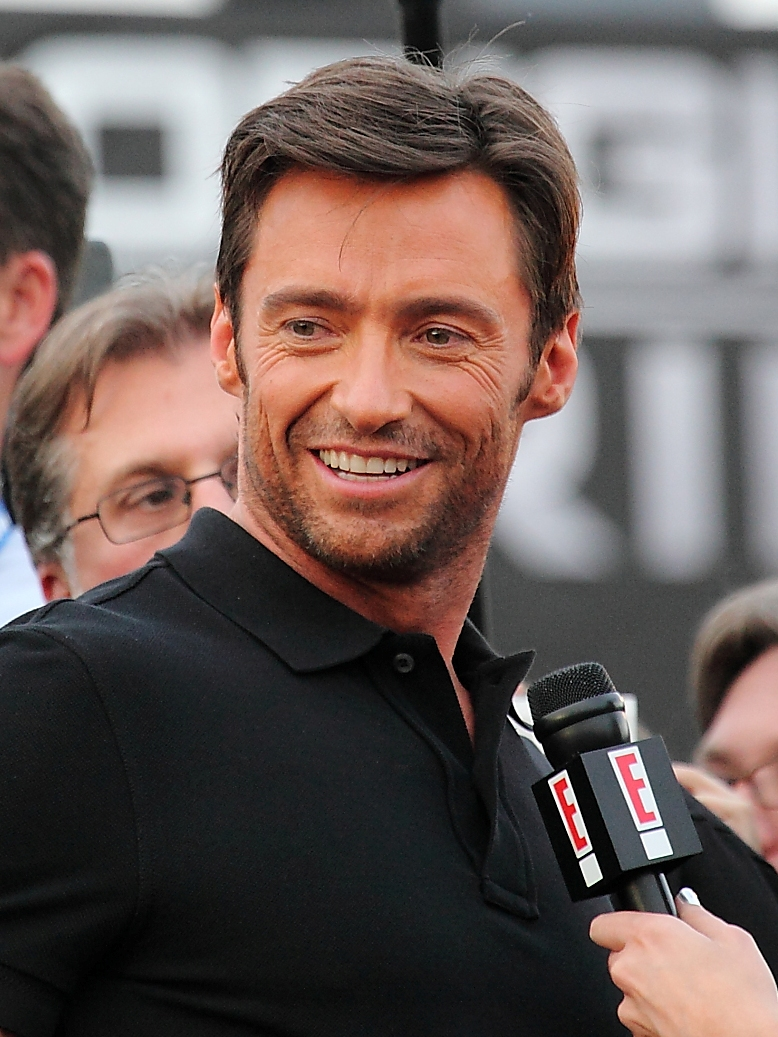
Jackman durante el estreno de X-Men Origins: Wolverine, en abril de 2009.

Jackman, inmediatamente de finalizar los estudios de artes escénicas en la WAAPA, en la misma noche de su graduación, durante su última actuación en la Academia, recibió una llamada telefónica ofreciéndole un papel en la serie dramática Correlli del canal ABC Australia. «Yo estuve técnicamente en paro durante trece segundos» afirma el actor, referenciado por la actriz australiana Denise Roberts. Fue el primer trabajo profesional importante de Jackman a pesar de que la serie duró solo una temporada.
Tras la serie Corelli, intervino en diferentes obras de teatro y musicales, como en el musical La bella y la bestia en el papel de Gastón en 1996, en la producción Sunset Boulevard, y entre otras, en la obra Oklahoma en 1998, una producción del Royal National Theatre, que le valió una nominación a los Premios Olivier al Mejor Actor en un musical.
Pero fue hasta 1999, que Jackman obtuvo el papel de Wolverine en la trilogía de X-Men, reemplazando al actor Dougray Scott, cuando alcanzó la fama internacional. Ese mismo año, también realiza Kate y Leopold y Swordfish que le consolidan en diferentes tipos de papeles.
Tras ello, protagonizó películas de diferentes géneros, como Van Helsing (2004), o como actor de voz y estuvo trabajando todo un año en la obra musical de Broadway The Boy From Oz, basada en la historia del compositor Peter Allen que finalmente lo hicieron merecedor del Premio Tony al mejor actor.
En su trayectoria, presentó cuatro veces seguidas los premios Tony, ganando un Emmy al mejor presentador. El 22 de febrero de 2009, fue el anfitrión en la 81 entrega de los Premios Óscar que se realizó en el Teatro Kodak.
En 2022, se anunció que Jackman volverá a interpretar a Wolverine, en la tercera parte de Deadpool, ahora dentro del MCU.

### Productor
En 2005, Jackman se unió con su ayudante John Palermo para formar una compañía de producción, llamada Seed Productions, cuyo primer proyecto fue Viva Laughlin en 2007. La esposa de Jackman Deborra-Lee Furness también participa en la empresa. La compañía realiza películas y series independientes, y se ocupó de la realización de la película X-Men Origins: Wolverine (2009).
La empresa tiene su sede en Fox, Australia, con el objetivo de montar películas de modesto presupuesto para aprovechar el talento local en el país de origen de Jackman.

## Filmografía

### Cine

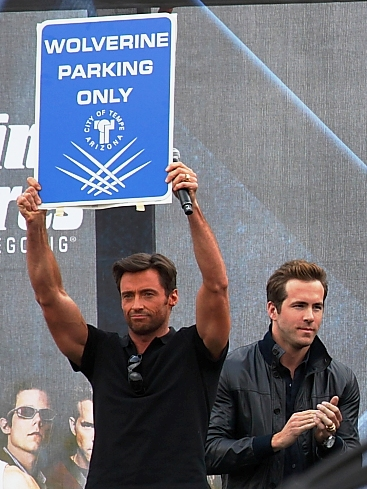
Jackman junto con el actor Ryan Reynolds durante el estreno de X-Men Origins: Wolverine, en abril de 2009, en Arizona.

| Año  | Título original                                        | Personaje / Rol                                       | Director                    |
| ---- | ------------------------------------------------------ | ----------------------------------------------------- | --------------------------- |
| 1999 | Erskineville Kings                                     | Wace                                                  | Alan White                  |
| 1999 | Paperback Hero                                         | Jack Willis                                           | Antony J. Bowman            |
| 2000 | X-Men                                                  | Logan / Wolverine                                     | Bryan Singer                |
| 2001 | Kate y Leopold                                         | Leopold, Duque de Albany                              | James Mangold               |
| 2001 | Someone like You                                       | Eddie Alden                                           | Tony Goldwyn                |
| 2001 | Swordfish                                              | Stanley Jobson                                        | Dominic Sena                |
| 2003 | X-Men 2                                                | Logan / Wolverine                                     | Bryan Singer                |
| 2004 | Profile of a Serial Killer                             | Eric Ringer                                           | Steve Jodrell               |
| 2004 | Van Helsing                                            | Gabriel Van Helsing                                   | Stephen Sommers             |
| 2004 | Van Helsing: The London Assignment                     | Gabriel Van Helsing (Voz)                             | Sharon Bridgeman            |
| 2005 | Stories of Lost Souls ( Segmento "Standing Room Only") | Roger                                                 | Deborra-Lee Furness         |
| 2006 | Happy Feet                                             | Memphis (Voz)                                         | George Miller               |
| 2006 | Flushed Away                                           | Roddy (Voz)                                           | David Bowers Sam Fell       |
| 2006 | The Prestige                                           | Robert Angier                                         | Christopher Nolan           |
| 2006 | The Fountain                                           | Tomas / Tommy / Tom Creo                              | Darren Aronofsky            |
| 2006 | Scoop                                                  | Peter Lyman                                           | Woody Allen                 |
| 2006 | X-Men: The Last Stand                                  | Logan / Wolverine                                     | Brett Ratner                |
| 2008 | Deception                                              | Wyatt Bose (También productor)                        | Marcel Langenegger          |
| 2008 | Uncle Jonny (Cortometraje)                             | El tío Russell                                        | Mark Constable              |
| 2008 | Australia                                              | The Drover                                            | Baz Luhrmann                |
| 2008 | The Burning Season (Documental)                        | Narrador                                              | Cathy Henkel                |
| 2009 | X-Men Origins: Wolverine                               | James Howlett / Logan / Wolverine (También productor) | Gavin Hood                  |
| 2011 | X-Men: First Class                                     | Logan / Wolverine (No acreditado)                     | Matthew Vaughn              |
| 2011 | Snow Flower and the Secret Fan                         | Arthur                                                | Wayne Wang                  |
| 2011 | Butter                                                 | Boyd Bolton                                           | Jim Field Smith             |
| 2011 | Real Steel                                             | Charlie Kenton                                        | Shawn Levy                  |
| 2012 | Katy Perry: Part Of Me 3D                              | Él mismo (Reportero 1)                                | Dan Cutforth & Jane Lipsitz |
| 2012 | El origen de los guardianes                            | Bunnymund (Voz)                                       | Peter Ramsey                |
| 2012 | Les Misérables                                         | Jean Valjean                                          | Tom Hooper                  |
| 2013 | Movie 43 ( Segmento "The Catch")                       | Davis                                                 | Steven Brill                |
| 2013 | The Wolverine                                          | Logan / Wolverine (También productor)                 | James Mangold               |
| 2013 | Prisoners                                              | Keller Dover                                          | Denis Villeneuve            |
| 2014 | X-Men: Days of Future Past                             | Logan / Wolverine                                     | Bryan Singer                |
| 2014 | Night at the Museum: Secret of the Tomb                | Rey Arturo Él mismo (No acreditado)                   | Shawn Levy                  |
| 2015 | Chappie                                                | Vincent Moore                                         | Neill Blomkamp              |
| 2015 | Dukale's Dream (Documental)                            | Él mismo                                              | Josh Rothstein              |
| 2015 | Me and Earl and the Dying Girl                         | Él mismo (Voz)                                        | Alfonso Gómez-Rejón         |
| 2015 | Pan                                                    | Barbanegra                                            | Joe Wright                  |
| 2016 | Eddie the Eagle                                        | Bronson Peary                                         | Dexter Fletcher             |
| 2016 | X-Men: Apocalipsis                                     | Logan / Weapon X / Wolverine (No acreditado)          | Bryan Singer                |
| 2017 | Logan                                                  | James "Logan" Howlett / Wolverine / X-24              | James Mangold               |
| 2017 | The Greatest Showman                                   | P. T. Barnum (También productor)                      | Michael Gracey              |
| 2018 | Deadpool 2                                             | Logan / Wolverine (Material de archivo)               | David Leitch                |
| 2018 | The Front Runner                                       | Gary Hart                                             | Jason Reitman               |
| 2019 | Missing Link                                           | Sir Lionel Frost (Voz)                                | Chris Butler                |
| 2021 | Reminiscence                                           | Nick Bannister                                        | Lisa Joy                    |
| 2022 | The Son                                                | Peter Miller                                          | Florian Zeller              |
| 2024 | Deadpool & Wolverine                                   | Logan / Wolverine                                     | Shawn Levy                  |

### Televisión
| Año       | Título original          | Personaje               | Notas                                      |
| --------- | ------------------------ | ----------------------- | ------------------------------------------ |
| 1994      | Law of the Land          | Charles "Chicka" McCray | Episodio: "Win, Lose and Draw"             |
| 1995      | Correlli                 | Kevin Jones             | 10 Episodios                               |
| 1995      | Blue Heelers             | Brady Jackson           | Episodio: "Just Desserts"                  |
| 1996      | The Man from Snowy River | Duncan Jones            | 5 Episodios                                |
| 1998      | Halifax f.p.             | Eric Ringer             | Episodio: "Afraid of the Dark"             |
| 2001      | Saturday Night Live      | Él mismo (anfitrión)    | Episodio: "Hugh Jackman/Mick Jagger"       |
| 2003      | 57th Tony Awards         | Él mismo (anfitrión)    | TV Especial                                |
| 2004      | 58th Tony Awards         | Él mismo (anfitrión)    | TV Especial                                |
| 2005      | 59th Tony Awards         | Él mismo (anfitrión)    | TV Especial                                |
| 2006      | An Aussie Goes Barmy     | Narrador                | 1 Episodio                                 |
| 2006 2007 | Punk'd                   | Él mismo                | 2 Episodios                                |
| 2007      | Viva Laughlin            | Nicky Fontana           | Episodio: "Pilot", also executive producer |
| 2008      | An Aussie Goes Bolly     | Narrador                | 6 Episodios                                |
| 2009      | 81st Academy Awards      | Él mismo (anfitrión)    | TV Especial                                |
| 2010      | Barrio Sésamo            | Él mismo (anfitrión)    | Episodio: "Tribute to Number Seven"        |
| 2011      | WWE Raw                  | Él mismo (anfitrión)    | Episodio: "955"                            |
| 2011      | Saturday Night Live      | Daniel Radcliffe        | Episodio: "Ben Stiller/Foster the People"  |
| 2013      | Top Gear                 | Él mismo (anfitrión)    | Episodio: "20.4"                           |
| 2013      | Christmas in Washington  | Él mismo (anfitrión)    | TV Especial                                |
| 2014      | WWE Raw                  | Él mismo (anfitrión)    | Episodio "1.091"                           |
| 2014      | 68th Tony Awards         | Él mismo (anfitrión)    | TV Especial                                |
| 2014      | Ink Master               | Él mismo (anfitrión)    | Episodio: "5"                              |

### Videojuegos
| Año  | Título original          | Personaje                         | Notas |
| ---- | ------------------------ | --------------------------------- | ----- |
| 2004 | Van Helsing              | Gabriel Van Helsing               |       |
| 2006 | X-Men: The Official Game | James Howlett / Logan / Wolverine |       |
| 2009 | X-Men Origins: Wolverine | James Howlett / Logan / Wolverine |       |

### Teatro
| Año  | Título original                    | Personaje     | Notas        |
| ---- | ---------------------------------- | ------------- | ------------ |
| 1994 | The Season at Sarsaparilla         |               | Australia    |
| 1994 | Thark                              |               | Australia    |
| 1995 | Beauty and the beast               | Gaston        | Melbourne    |
| 1998 | Oklahoma!                          | Curly McLain  | West End     |
| 2002 | The Boy From Oz                    | Peter Allen   | New York     |
| 2002 | Carousel                           | Billy Bigelow | Off-Broadway |
| 2003 | The Boy From Oz                    | Peter Allen   | Broadway     |
| 2006 | The Boy From Oz: The Arena Musical | Peter Allen   | Australia    |
| 2009 | A Steady Rain                      | Denny         | Broadway     |
| 2011 | Hugh Jackman: Back on Broadway     | Himself       | Broadway     |
| 2014 | The River                          | The Man       | Broadway     |